# Victor de Laprade
Pour les articles homonymes, voir Laprade.
Pierre Marrin Victor Richard de Laprade, né à Montbrison le 13 janvier 1812 et mort à Lyon le 13 décembre 1883, est un poète, homme de lettres et homme politique français.

## Biographie
Né à Montbrison le 13 janvier 1812, de Jacques Richard Delaprade, médecin, et de Marie Victoire Chavassieux son épouse, ses prénoms donnés à l'État Civil sont « Pierre Marrin Victor » et son nom de famille « Richard Delaprade ». Après ses études suivies dans un lycée de Lyon et après s'être distingué par quelques poésies, il reçoit en 1841 de Monsieur Salvandy, alors ministre, la mission d'aller en Italie faire quelques recherches dans les bibliothèques.
Victor de Laprade fut professeur à la faculté des Lettres de Lyon, élu à l'Académie française au fauteuil d'Alfred de Musset en 1858. En lice avec 11 autres concurrents, il est élu au quatrième tour avec 17 voix sur trente trois votants. De 1871 à 1873, il est député du Rhône. Il fut décoré de la Légion d'Honneur en 1847 et lauréat de l'Académie en 1849 et en 1885.
Ses poésies sont inspirées par Chateaubriand et Lamartine par son attachement à la religion et à la royauté. Il était l'ami intime du philosophe Antoine Blanc de Saint-Bonnet à qui il dédia plusieurs poèmes.

## Œuvres
Poésie
- Les Parfums de Madeleine (1839)
- La Colère de Jésus (1840)
- Psyché, poème (1841)
- Odes et poèmes (1844)
- Poèmes évangéliques (1852)
- Les Symphonies (1855)
- Idylles héroïques (1858)
- Les Voix du silence (1864)
- Pernette (1870)
- Contribution au deuxième Parnasse contemporain (1869) : le poème Le Faune.
- Poèmes civiques (1873)
- Contribution au troisième Parnasse contemporain (1876) : les deux poèmes Adieux aux Alpes et La Patrie.
- Le Livre d'un père (1877)
- Œuvres complètes (6 volumes, Éditions Lemerre, 1878-81) : I.— Psyché, Odes, Harmonies. II.— Les Symphonies, Idylles héroïques. III.— Poèmes civiques, Tribuns et courtisans. IV.— Pernette, Le Livre d'un père. V.— Poèmes évangéliques. VI.— Les Voix du silence, Livre des adieux.

Prose
- Des habitudes intellectuelles de l'avocat (1840)
- Du sentiment de la nature dans la poésie d'Homère (1848)
- Questions d'art et de morale (1861)
- Muses d'État (1861)
- Le Sentiment de la nature avant le Christianisme (1866)
- L'Éducation homicide, plaidoyer pour l'enfance (1867)
- Le Sentiment de la nature chez les modernes (1868)
- Éducation libérale (1873)
- Histoire du sentiment de la nature : Prolégomènes (1882)

La Bibliothèque historique de la ville de Paris conserve ses œuvres manuscrites et imprimées, livres, coupures de presse et notamment deux états manuscrits du poème Psyché.

## Poèmes mis en musique
- Édouard Lalo, La Chanson de l'alouette